# Lucknow Super Giants
A Lucknow Super Giants (röviden: LSG, nevének jelentése: „lakhnaui szuperóriások”, hindi nyelven: लखनऊ सुपर जायंट्स) a legnagyobb indiai Húsz20-as krikettbajnokság, az Indian Premier League egyik résztvevő csapata. Otthona Uttar Prades állam fővárosa, Lakhnau, hazai pályája a BRSABV Ekana Nemzetközi Krikettstadion.

## Története
Szandzsíb Gojenka bengáli üzletember már korábban is sok pénzt fektetett a sportba, konkrétan a krikettbe is: ő volt a tulajdonosa a 2016 és 2017 között az Indian Premier League-ben szereplő Rising Pune Supergiant csapatának is, ám ez a klub 2017-ben megszűnt.
2021-ben a bajnokság szervezői bejelentették, hogy az addig 8 csapattal működő IPL 2022-től tízcsapatosra bővül. Kijelöltek hat nagyvárost, ahol még nem működött IPL-klub: Lakhnaut, Ahmadábádot, Kattakot, Ráncsít, Dharamszalát és Gauhátit, amelyekre pályázatokat lehetett benyújtani, és kihirdették, hogy az a két város nyer, amelyik kettőre a legmagasabb értékű ajánlatot teszik (úgy, hogy egy városban két győztes nem lehetséges). Az eredményhirdetésre 2021. október 25-én került sor: ekkor derült ki, hogy a legmagasabb ajánlatot a Gojenka birtokában álló RPSG Group tette, méghozzá Lakhnaura. A 70,9 milliárd rúpiás ajánlat (amely közel 1 milliárd dollárnak felelt meg) a legmagasabb volt az IPL történetében.
Az addig név nélküli klub 2022. január végén, a leendő szurkolók javaslatai alapján kapta meg a Lucknow Super Giants nevet. Nem sokkal később bemutatták logójukat is: ez egy, az indiai mitológiából eredő Garuda madarat ábrázol, amelynek testét egy krikettütő alkotja, szárnyai pedig az indiai nemzeti zászlónak megfelelően narancs, fehér és zöld színekből állnak.
Edzőjüket, a zimbabwei Andy Flowert már 2021 decemberében bemutatták. A játékosárverés előtt, mint új csapatnak, lehetőségük volt három játékost januárban, előzetesen megvásárolni: ez a három játékos a tapasztalt indiai ütős, Kannaur Lokes Ráhul, valamint a görög-ausztrál ütős, Marcus Stoinis és a fiatal indiai dobó, Ravi Bisnoi voltak. Ráhult, aki egyébként az IPL történetének legmagasabb fizetést kapó játékosa lett, megtették kapitánynak is.

## Eredményei az IPL-ben
| Év   | Alapszakasz-helyezés | Eredmény a rájátszásban |
| ---- | -------------------- | ----------------------- |
| 2022 | 3. hely              | 4. hely                 |
| 2023 | 3. hely              | 4. hely                 |
| 2024 | 7. hely              |                         |
| 2025 | 7. hely              |                         |